# Gmina Reading (hrabstwo Calhoun)

Położenie Gminy Reading w hrabstwie Calhoun

Gmina Reading (ang. Reading Township) – gmina w USA, w stanie Iowa, w hrabstwie Calhoun. Według danych z 2000 roku gmina miała 588 mieszkańców.